# Campeonato Europeo de Atletismo en Pista Cubierta de 1992

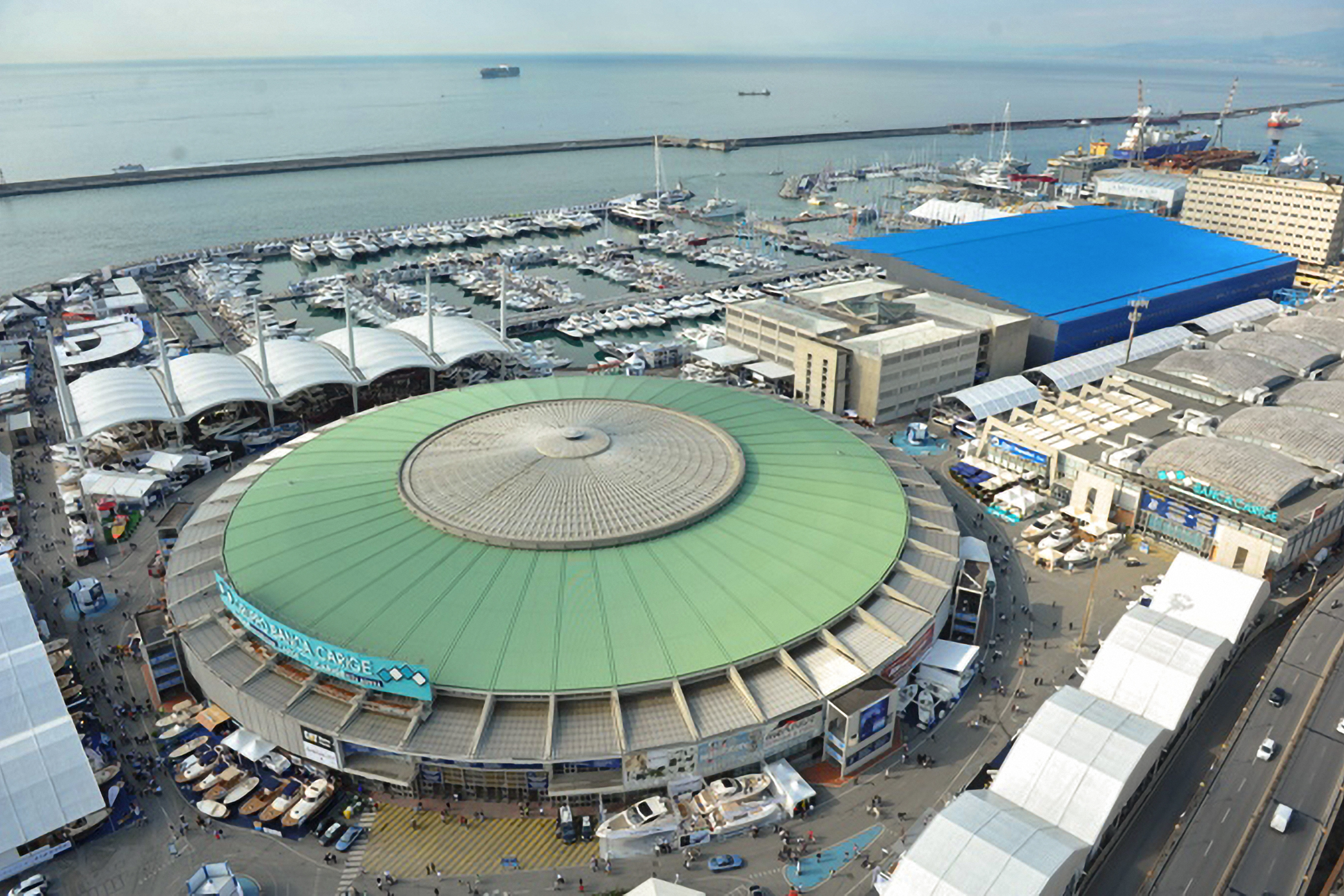
Palasport de Génova donde se celebró el Campeonato Europeo de Atletismo en Pista Cubierta de 1992

El XXII Campeonato Europeo de Atletismo en Pista Cubierta se celebró en Génova (Italia) entre el 29 de febrero y el 1 de marzo de 1992 bajo la organización de la Asociación Europea de Atletismo (AEA) y la Federación Italiana de Atletismo.
Las competiciones se llevaron a cabo en el Palasport de la ciudad italiana. Participaron 440 atletas de 35 federaciones nacionales afiliadas a la AEA.

## Resultados

### Masculino
| Evento                    | Oro                                        | Plata                                             | Bronce                                                      |
| ------------------------- | ------------------------------------------ | ------------------------------------------------- | ----------------------------------------------------------- |
| 60 m (29.02)              | Jason Livingston Reino Unido 6,53 s        | Vitali Savin · Equipo Unificado · 6,54 s          | Michael Rosswess Reino Unido 6,62 s                         |
| 200 m (29.02)             | Nikolái Antonov Bulgaria 20,41             | Daniel Sangouma Francia 20,64                     | Alexandr Sokolov · Equipo Unificado · 21,09                 |
| 400 m (01.03)             | Slobodan Branković Yugoslavia 46,33        | Andrea Nuti · Italia · 46,37                      | David Grindley Reino Unido 46,60                            |
| 800 m (01.03)             | Luis Javier González · España · 1:46,80    | José Arconada · España · 1:47,16                  | Tonino Viali · Italia · 1:47,22                             |
| 1500 m (01.03)            | Matthew Yates Reino Unido 3:42,32          | Sergéi Melnikov · Equipo Unificado · 3:42,44      | Branko Zorko · Croacia · 3:42,85                            |
| 3000 m (01.03)            | Gennaro Di Napoli · Italia · 7:47,24       | John Mayock Reino Unido 7:48,47                   | José Luis González · España · 7:48,82                       |
| 60 m vallas (01.03)       | Igors Kazanovs Letonia 7,55                | Tomász Nagórka · Polonia · 7,69                   | Jiří Hudec Checoslovaquia 7,72                              |
| Salto de altura (01.03)   | Patrik Sjöberg · Suecia · 2,38 m           | Sorin Matei · Rumania · 2,33 m                    | Dragutin Topić · Yugoslavia · Ralf Sonn · Alemania · 2,29 m |
| Salto con pértiga (01.03) | Piotr Bochkariov · Equipo Unificado · 5,85 | István Bagyula · Hungría · 5,80                   | Konstantin Semionov · Equipo Unificado · 5,60               |
| Salto de longitud (29.02) | Dmitri Bagrianov · Equipo Unificado · 8,12 | Konstantin Krause · Alemania · 8,04               | Jarmo Kärnä · Finlandia · 7,96                              |
| Salto triple (01.03)      | Leonid Voloshin · Equipo Unificado · 17,35 | Serge Hélan Francia 17,18                         | Vasili Sokov · Equipo Unificado · 17,01                     |
| Peso (29.02)              | Alexandr Bagach · Equipo Unificado · 20,75 | Alexandr Klimenko · Equipo Unificado · 20,02      | Klaus Bodenmüller · Austria · 19,99                         |
| Heptatlón (29.02)         | Christian Plaziat Francia 6.418 pts.       | Robert Změlík Checoslovaquia 6.118 pts.           | Antonio Peñalver · España · 6.062 pts.                      |
| 5000 m marcha (28.02)     | Giovanni De Benedictis · Italia · 18:19,97 | Frants Kostiukevich · Equipo Unificado · 18:25,40 | Stefan Johansson · Suecia · 18:27,95                        |

### Femenino
| Evento                    | Oro                                                 | Plata                                          | Bronce                                            |
| ------------------------- | --------------------------------------------------- | ---------------------------------------------- | ------------------------------------------------- |
| 60 m (29.02)              | Zhanna Pintusevich · Equipo Unificado · 7,24 s      | Anelia Nuneva Bulgaria 7,29 s                  | Nadezhda Roshchupkina · Equipo Unificado · 7,31 s |
| 200 m (01.03)             | Oxana Stepicheva · Equipo Unificado · 23,18         | Iolanda Oanţă · Rumania · 23,23                | Sabine Tröger · Austria · 23,35                   |
| 400 m (01.03)             | Sandra Myers · España · 51,21                       | Olga Bryzgina · Equipo Unificado · 51,48       | Yelena Golesheva · Equipo Unificado · 52,07       |
| 800 m (01.03)             | Ella Kovacs · Rumania · 1:59,58                     | Inna Yevseyeva · Equipo Unificado · 1:00,26    | Yelena Afanasieva · Equipo Unificado · 1:00,69    |
| 1500 m (01.03)            | Yekaterina Podkopayeva · Equipo Unificado · 4:06,61 | Liubov Kremliova · Equipo Unificado · 4:06,62  | Doina Melinte · Rumania · 4:06,90                 |
| 3000 m (01.03)            | Margareta Keszeg · Rumania · 8:59,80                | Tatiana Dorovskij · Equipo Unificado · 9:00,15 | Rita Marquard · Alemania · 9:00,98                |
| 60 m vallas (01.03)       | Liudmila Engquist · Equipo Unificado · 7,82         | Monique Tourret Francia 7,99                   | Yordanka Donkova Bulgaria 8,02                    |
| Salto de altura (29.02)   | Heike Henkel · Alemania · 2,02 m                    | Stefka Kostadinova Bulgaria 2,02 m             | Yelena Yelesina · Equipo Unificado · 1,94 m       |
| Salto de longitud (28.02) | Larisa Berezhnaya · Equipo Unificado · 7,00         | Marieta Ilcu · Rumania · 6,4                   | Ljudmila Ninova · Austria · 6,60                  |
| Salto triple (29.02)      | Inessa Kravets · Equipo Unificado · 14,15           | Sofia Bozhanova Bulgaria 13,98                 | Helga Radtke · Alemania · 13,75                   |
| Peso (01.03)              | Natalia Lisovskaya · Equipo Unificado · 20,70       | Svetla Mitkova Bulgaria 20,06                  | Astrid Kumbernuß · Alemania · 19,37               |
| Pentatlón (28.02)         | Liliana Năstase · Rumania · 4.701 pts.              | Petra Vaideanu · Rumania · 4.677 pts.          | Urszula Włodarczyk · Polonia · 4.651 pts.         |
| 3000 m marcha (29.02)     | Alina Ivanova · Equipo Unificado · 11:49,99         | Ileana Salvador · Italia · 11:53,23            | Beate Gummelt · Alemania · 11:55,41               |

## Medallero
| Núm. | País            | Oro | Plata | Bronce | Total |
| ---- | --------------- | --- | ----- | ------ | ----- |
| 1    | CEI             | 12  | 8     | 7      | 27    |
| 2    | Rumania         | 3   | 4     | 1      | 8     |
| 3    | Italia          | 2   | 2     | 1      | 5     |
| 4    | España          | 2   | 1     | 2      | 5     |
| 4    | Reino Unido     | 2   | 1     | 2      | 5     |
| 6    | Bulgaria        | 1   | 4     | 1      | 6     |
| 7    | Francia         | 1   | 3     | 0      | 4     |
| 8    | Alemania        | 1   | 1     | 5      | 7     |
| 9    | Suecia          | 1   | 0     | 1      | 2     |
| 9    | Yugoslavia      | 1   | 0     | 1      | 2     |
| 11   | Letonia         | 1   | 0     | 0      | 1     |
| 12   | República Checa | 0   | 1     | 1      | 2     |
| 12   | Polonia         | 0   | 1     | 1      | 2     |
| 14   | Hungría         | 0   | 1     | 0      | 1     |
| 15   | Austria         | 0   | 0     | 3      | 3     |
| 16   | Croacia         | 0   | 0     | 1      | 1     |
| 16   | Finlandia       | 0   | 0     | 1      | 1     |
|      | TOTAL           | 27  | 27    | 28     | 82    |